# Nunatak Glyba
Nunatak Glyba (englische Transkription von russisch Нунатак Глыба ‚Klumpennunatak‘) ist ein Nunatak im ostantarktischen Mac-Robertson-Land. In den Prince Charles Mountains ragt er unmittelbar nordwestlich des Nunatak Chirikova auf.
Russische Wissenschaftler benannten ihn deskriptiv.